# Herfsthangmatspin
De herfsthangmatspin (Linyphia triangularis) is een spin uit de familie van de hangmat- en dwergspinnen (Linyphiidae). De wetenschappelijke naam van de soort werd, als Araneus triangularis, in 1758 gepubliceerd door Carl Alexander Clerck.

## Kenmerken
De vrouwtjes worden 5 tot 6,6 mm groot, de mannetjes 4,6 tot 6 mm. Deze soort is onmiskenbaar door het achterlijf met een bruin bladpatroon.

## Leefwijze
Bouwt zijn web als een hangmat. Hij valt goed op in hagen als zijn web met dauw is bedekt.

## Verspreiding
Ze leeft op takken van bomen en struiken en komt voor in het Palearctisch gebied van Europa tot in China en is geïntroduceerd in Noord-Amerika. De soort ontbreekt op IJsland.